# Gare de Saint-André-le-Gaz
Pour les articles homonymes, voir gare de Saint-André.
La gare de Saint-André-le-Gaz est une gare ferroviaire française des lignes de Lyon-Perrache à Marseille-Saint-Charles (via Grenoble) et de Saint-André-le-Gaz à Chambéry. Elle est située sur le territoire de la commune de Saint-André-le-Gaz, dans le département de l'Isère, en région Auvergne-Rhône-Alpes.
Elle est mise en service en 1861 par la Compagnie des chemins de fer de Paris à Lyon et à la Méditerranée (PLM).
C'est une gare de la Société nationale des chemins de fer français (SNCF), desservie par des trains TER Auvergne-Rhône-Alpes.

## Situation ferroviaire
Établie à 409 mètres d'altitude, la gare de bifurcation de Saint-André-le-Gaz est située au point kilométrique (PK) 63,424 de la ligne de Lyon-Perrache à Marseille-Saint-Charles (via Grenoble), entre les gares de La Tour-du-Pin et de Virieu-sur-Bourbre.
Elle est également l'origine, au PK 63,424, de la ligne de Saint-André-le-Gaz à Chambéry, avant la gare des Abrets - Fitilieu.

## Histoire
La gare de Saint-André-le-Gaz est mise en service le 22 août 1861 par la Compagnie des chemins de fer de Paris à Lyon et à la Méditerranée (PLM), lorsqu'elle ouvre à l'exploitation la troisième section, de Bourgoin à Saint-André-le-Gaz de la ligne de Lyon à Grenoble.
Elle devient la tête de ligne d'un embranchement vers Chambéry en septembre 1884.
En 1911, c'est une gare de la Compagnie du PLM, qui peut recevoir et expédier des dépêches privées et qui est ouverte aux services complets de la grande et de la petite vitesse.

## Service des voyageurs

### Accueil
Gare SNCF, elle dispose d'un bâtiment voyageurs, sans guichet. mais avec une salle d'attente et un relais toilette. Elle est équipée d'automates pour l'achat de titres de transport TER.

### Desserte
Saint-André-le-Gaz est desservie par des trains TER Auvergne-Rhône-Alpes des relations, de :
- Saint-André-le-Gaz à Grenoble-Universités-Gières ou Chambéry,
- Saint-André-le-Gaz à Lyon-Perrache.

### Intermodalité
Un parc pour les vélos (consignes individuelles en libre accès) et un parking pour les véhicules y sont aménagés.